# علی بهبهانی
میر سید علی بهبهانی بن میر سید محمد موسوی بهبهانی (زادهٔ ۱۳۰۲ ه‍.ق – درگذشتهٔ ۱۳۹۵ ه.ق) علامه، ادیب، متکلم، فقیه جامع الشرایط و مرجع تقلید بود. نیاکان وی از دهدشت به بهبهان آمده، در آنجا اقامت کردند و قبر جد او آقامیر دهدشتی در دهدشت، از قبرهای مورد زیارت است.

## تحصیلات
سید علی، دروس مقدماتی را در بهبهان، نزد هم حجره خود امیر محمد لطیف رضاتوفیقی شروع و سپس دروس حوزوی را در محضر اساتید میرزا محمدحسن بهبهانی، عبدالرسول بهبهانی، سید محمد ناظم الشریعه بهبهانی و علمای دیگر بهبهان فراگرفت.

## سفرها
اواخر سال ۱۳۲۲ ق برای ادامه تحصیل عازم نجف شد. در آن هنگام، مجتهد متجزّی بود که این اصطلاح در علوم حوزوی بدین معناست که قدرت تجزیه و تحلیل علوم فقه را داشت و خودش از خودش میتوانست تقلید کند ولی عوام از او نمی‌توانستند تقلید کنن. وی در نجف در درس آخوند خراسانی و سید محمد کاظم یزدی و سید محسن کوه‌کمری شرکت کرد و سطح عالی فقه و اصول را فراگرفت و مرجع تقلید شد. در سال ۱۳۲۸ قمری به بهبهان برگشت و به تدریس پرداخت و سال بعد عازم عتبات عالیات شد. به علت بیماری یک سال بیش‌تر در عراق نماند و به شهر بهبهان برگشت. وی ۷ سال در حوزه علمیّه بهبهان، به تدریس پرداخت و در سال ۱۳۳۸ قمری برای سومین بار عازم نجف شد. وی همراه خانواده به سوی عراق حرکت کرد. بیماری همسرش در راه، سبب شد تا مدتی در رامهرمز بماند و برخی از مردم رامهرمز از او خواستند تا در شهرستان اقامت کند. بهبهانی ۲۳ سال (۱۳۳۹–۱۳۶۲ قمری) در رامهرمز ماند و بیش‌تر مردم رامهرمز از وی تقلید می‌کردند. او به علت مدت زمان سکونت در رامهرمز، به بهبهانی رامهرمزی هم معروف است.
وی در سال ۱۳۶۲ قمری برای چهارمین بار به قصد زیارت به عتبات عالیات رفت و در کربلا اقامت گزید. او ۲ سال در حوزه علمیّه کربلا به تدریس خارج فقه و اصول پرداخت و بعد از آن به نجف رفت و در نجف به تدریس خارج فقه پرداخت.
در سال ۱۳۶۵ هجری قمری عازم رامهرمز شد و در سال ۱۳۷۰ ه‍جری قمری به اهواز رفت و در آن‌جا مشغول تدریس شد.

## اساتید
- شیخ سلیمان بهبهانی
- میرزا محمدحسن بهبهانی
- عبدالرسول بهبهانی
- سید محمد ناظم الشریعه بهبهانی[۷]
- آخوند خراسانی
- سید محمد کاظم یزدی
- سید محسن کوه‌کمری

## مبارزات سیاسی
در سال ۱۳۴۱ او به همراه سایر روحانیون به مخالفت علنی با تصویب‌نامه انجمن‌های ایالتی ولایتی پرداخت.
متن اعلامیه: اخیراً در جراید که خبر تشکیل انجمن‌های ایالتی و ولایتی درج شده، اسلامیت و ذکوریت که دو شرط اساسی و قانونی بوده، در تصویب‌نامه مذکور حذف شده که این امر نگرانی عامه علاقه‌مندان به دین مبین اسلام به خصوص علمای اعلام را که حامیان مذهب هستند فراهم آورده، در این موقع که سیل بی‌دینی در خارج، استقلال کشورهای مسلمین را تهدید می‌کند، حمایت از مقررات اسلام و رضایت عامه شرط نخستین استقلال کشور است، علی‌هذا مستدعی است که امر به الغای تصویب‌نامه مذکور صادر فرمایند.
بعد از حمله به مدرسه فیضیه در سال ۱۳۴۲ بیانیه‌ای در محکومیت آن یورش صادر کرد و به دیدار سید روح‌الله خمینی در قم رفت.

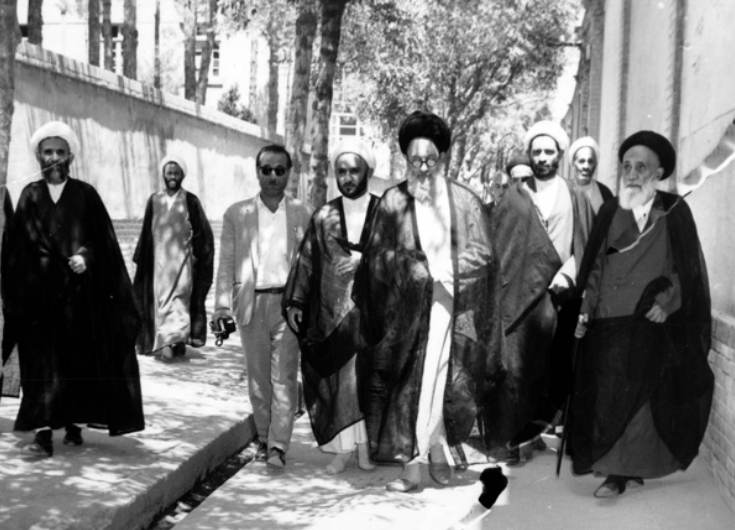
ورود سید علی بهبهانی به قم و استقبال محمد کاظم شریعتمداری

پس از دستگیری خمینی در سال ۱۳۴۲ جمعی از علمای شهرستان‌ها برای اعتراض در تهران تجمع کردند که علی بهبهانی نیز جزو آن‌ها بود.

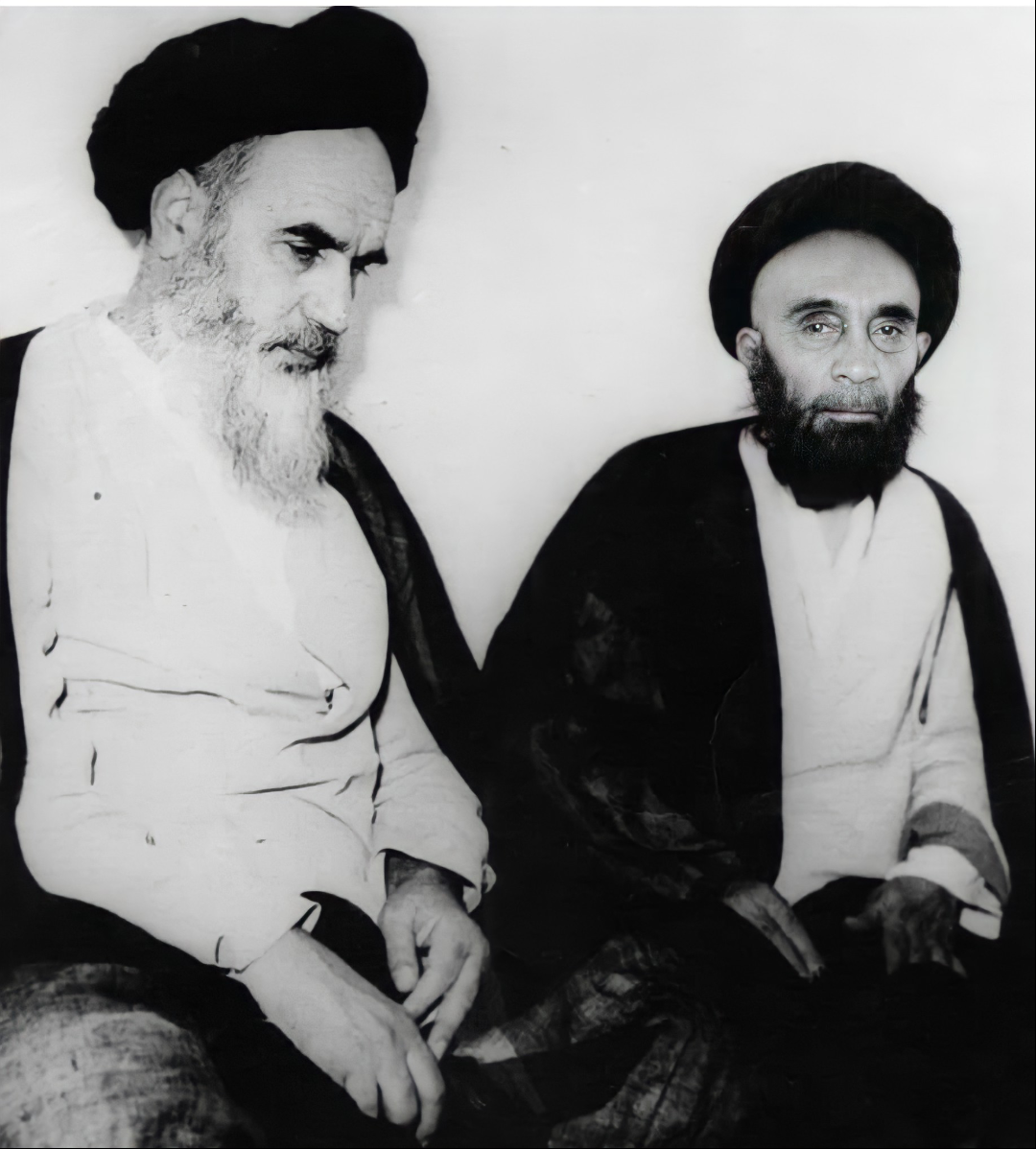
دیدار روح‌الله خمینی و علی بهبهانی

در سال ۱۳۴۴ درخواست گذرنامه برای مسافرت به عتبات عالیات را کرد که رژیم به علت احتمال دیدار او با خمینی، با آن مخالفت کرد.
بهبهانی در سال ۱۳۴۶ با صدور فتوایی جنگ شش روزه اسرائیل بر ضد مردم مسلمان را محکوم و معامله با یهودیان را تحریم کرد:
«باید از هر گونه ارتباط با اسرائیل و عمال آن [یهودیان] خودداری کنند. بر قاطبه مسلمین لازم است الفت و دوستی و معامله و معاشرت با کفار خاصه اسرائیلی‌ها که جوانان و مسلمین را به خاک و خون می‌کشند و با اشغال متجاوزانه شهرهای مسلمین اعراض و نوامیس آنان را هتک می‌کنند به‌کلی ترک و از این راه و هم از طریق کمک و اعانت به آسیب‌دیدگان مسلمین که به هر نحو مقدور است انزجار خود را علیه اسرائیل و متجاوزین به حقوق مسلمین اعلام کنند.»

## آثار
از جمله تألیفات او، می‌توان به آثار زیر اشاره کرد:
مصباح الهدایة فی اثبات الولایةالقواعد الکلیة فیما یبتنی علیه کثیر من معضلات مسائل الفقه و الاصول «الاشتقاق»، «کشف الاستار عن وجه الاسرار المودعة فی الروایة الشریفة»، اساس النحو، حاشیه عروة الوثقی، بیست پرسش و پاسخ آن، التوحید الفائق فی معرفة الخالق، الفواید العلیه، مقالات حول مباحث الالفاظ

## درگذشت
بهبهانی در شب ۱۸ ذی‌القعده سال ۱۳۹۵ قمری، برابر با ۱۳۵۴ شمسی در ۹۳ سالگی درگذشت. درگذشت او باعث شد حوزه علمیه قم و اهواز دروس خود را تعطیل کنند که این مورد به علت اهمیت امنیتی از طریق ساواک قم طی تلگرافی به تهران مخابره شد.
جسد او را در دارالعلم در شهر اهواز که خود بنا نهاده و وصیت کرده بود، به خاک سپرده شد.

## شاگردان
- حبیب الله رهبر